# IC 4761
IC 4761 — галактика типу SBbc (компактна витягнута галактика) у сузір'ї Телескоп.
Цей об'єкт міститься в оригінальній редакції індексного каталогу.